# Uropsilus
Uropsilus або землерийкокріт — рід комахоїдних ссавців родини кротових (Talpidae). 

## Роширення
Відомо чотири види, що поширені на території Південного Китаю, М'янми, В'єтнаму. Населяють ліси і гірські райони від 1250 до 4500 метрів над рівнем моря. 

## Опис
Схожі на землерийок, мають хоботкоподібну морду і довгий хвіст. Довжина тіла становить від 15 до 22 см, хвіст 5–8 см в довжину. Вага, наскільки відомо, від 12 до 20 грамів.

## Види
- Uropsilus aequodonenia
- Uropsilus andersoni
- Uropsilus atronates
- Uropsilus dabieshanensis
- Uropsilus fansipanensis
- Uropsilus funiushanensis
- Uropsilus gracilis
- Uropsilus huanggangensis
- Uropsilus investigator
- Uropsilus nivatus
- Uropsilus soricipes